# Werner Schuch
Werner Wilhelm Gustav Schuch (født 2. oktober 1843 i Hildesheim, død 24. april 1918 i Berlin) var en tysk maler. 
Schuch var først arkitekt (fra 1870 professor ved højskolen i Hannover). Han studerede derefter malerkunst i Düsseldorf og vandt snart ry ved sine ret effektfulde og levende, men ikke synderlig dybtgående historiemalerier, især fra 30-årskrigen. I Berlins Ruhmeshalle ses Slaget ved Leipzig, i Berlins Nationalgalleri blandt andet Landskab med røverriddere (landskabet spillede overhovedet en stor rolle i hans kunst), i Hamburgs Kunsthalle Røverriddere, i Königsbergs galleri Svenske rekrutter.